# Castine-en-Plaine
Castine-en-Plaine é uma comuna francesa na região administrativa da Normandia, no departamento de Calvados. Estende-se por uma área de 8.23 km². Em 2010 a comuna tinha 1 631 habitantes (densidade: 198,2 hab./km²).
Foi criada em 1 de janeiro de 2019, a partir da fusão das antigas comunas de Hubert-Folie, Rocquancourt e Tilly-la-Campagne.